# Giovanni Nicotera

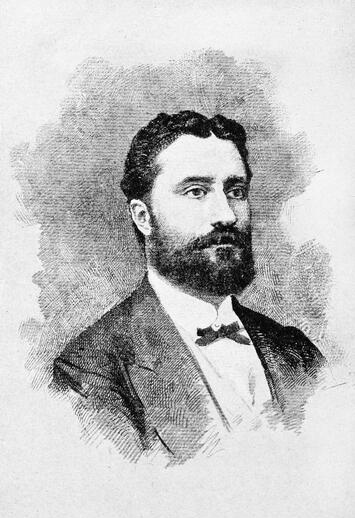
Xilografia de Nicotera (1887)

Giovanni Nicotera (Sambiase,  9 de setembro de 1828 - Vico Equense, 13 Junho 1894) foi um patriota e político italiano.

## Biografia
Ele uniu-se ao movimento "Giovine Italia" (Jovem Itália) de Giuseppe Mazzini e estava entre os combatentes em Nápoles, em maio de 1848, batalhas com Garibaldi durante a Segunda República Romana.  Após a queda de Roma, ele fugiu para o Piemonte. Em 1857, ele participou da expedição de Sapri, liderada por Carlo Pisacane, mas logo após seu desembarque, foram derrotados e ele foi gravemente ferido, foi julgado e condenado à morte, a sentenca foi transformada em prisão perpétua só para a intervenção do governo britânico, que estava preocupado com a crescente a fúria repressiva de Fernando II. Ele permaneceu prisioneiro em Nápoles e em Favignana até 1860,  quando Garibaldi invadiu Palermo, sendo então libertado.
Enviado por Garibaldi para Toscana, ele tentou invadir os Estados Pontifícios com uma brigada de voluntários,  mas seus seguidores foram desarmados. Em 1862 ele estava com Giuseppe Garibaldi em Aspromonte, em 1866, ele comandou uma brigada de voluntários contra a Áustria,  e em 1867, ele invadiu os Estados Pontifícios pelo sul, mas a derrota de Garibaldi em Mentana pôr fim à empresa.
Desde 1860 também embarcou em uma atividade política, publicando artigos no jornal, "O Povo da Itália". Durante os primeiros dez anos ele se envolveu em violenta oposição, mas a partir de 1870 começou a apoiar as reformas militares de Ricotti-Magnani. Após o advento do governo da  esquerda em 1876, tornou-se ministro do Interior, posição que exerceu com firmeza particular. Ele foi obrigado a renunciar em dezembro de 1877.
Ele só voltou ao poder há treze anos mais tarde, como ministro do Interior no gabinete de Rudini em 1891 . Nesta ocasião, ele restaurou o sistema de círculos eleitorais uninominais, ele se opôs a agitação socialista e propôs a adoção de severas medidas repressivas contra notas falsas impressas pela "Banca Romana". Seu mandato terminou com a queda de Rudini, em maio de 1892. Ele morreu em Vico Equense em 13 de junho 1894.

## Navios
Giovanni Nicotera era o nome de um destróier italiano da Regia Marina, lançado em 1926 e desmantelada em 1940.